# Giải đua ô tô Công thức 1 Singapore 2008

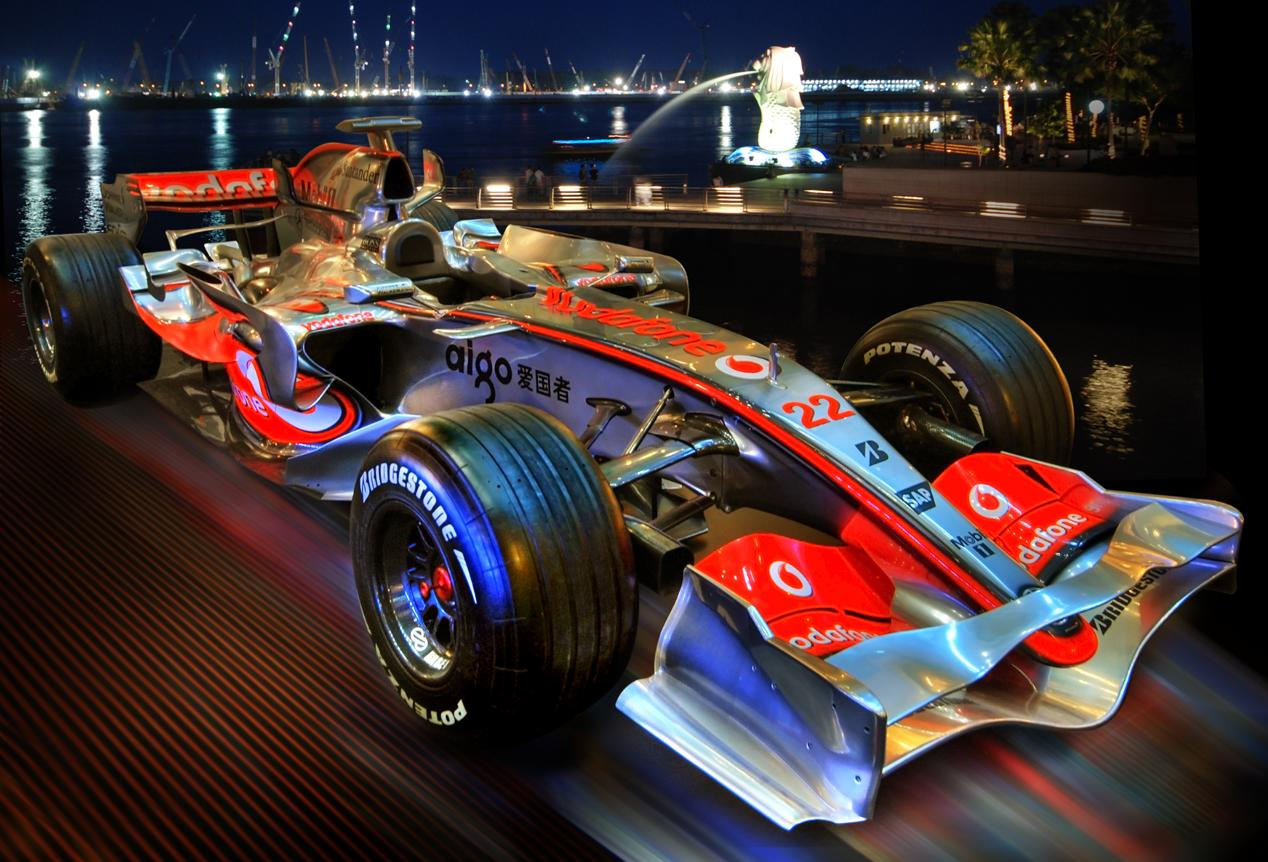
Cuộc đua đêm Công thức 1 đầu tiên trên thế giới tổ chức tại Singapore vào ngày 26 tháng 9 năm 2008. 90.000 khán giả đã tham dự Giải đua xe Công thức 1 SingTel Singapore 2008.

Giải đua ô tô Công thức 1 Singapore năm 2008 là chặng đua thứ mười lăm của giải vô địch thế giới Công thức 1 năm 2008. Giải được tổ chức từ ngày 26 đến ngày 28 tháng 9 năm 2008.